# Wolf-Dieter Montag
Wolf-Dieter Montag (* 10. Dezember 1924 in Bamberg; † 21. Juli 2018) war ein deutscher Sportmediziner und -funktionär und Präsident des Sportärzteverbandes. Er war als Sportmediziner bei mehreren Olympischen Spielen im Einsatz und wurde für seine Arbeit und seine Verdienste unter anderem mit dem Bundesverdienstkreuz sowie dem Olympischen Orden ausgezeichnet.

## Leben
Montag studierte Philosophie und Theologie an der Otto-Friedrich-Universität Bamberg sowie Medizin (ebenfalls in Bamberg sowie danach in Erlangen, Wien und München). Im Sommersemester 1951 trat er in die KBStV Rhaetia München ein. 1952 legte er das Staatsexamen ab und erlangte im selben Jahr den Doktorgrad. Während seiner Karriere als Mediziner war er an den Krankenhäusern Vilsbiburg, Rosenheim, der Berufsgenossenschaftliche Unfallklinik Murnau, dem Orthopädische Universitätsklinik München-Harlaching sowie bis 1990 am Krankenhaus Weilheim tätig. Montag war Facharzt für Orthopädie, Sportmedizin und Physikalische Therapie.
1972 wurde er Geschäftsführer des Bayerischen Sportärzteverbandes und gehörte 1973 zu den Gründungsmitgliedern der Deutschen Gesellschaft für Sportphysiotherapie.
Montag war als Sportarzt bei den Olympischen Winterspielen 1972 dabei, bei den Winterspielen 1976 und 1980 arbeitete er als Chefarzt der bundesdeutschen Mannschaft. Zu den Winterspielen 1984 fuhr er als Delegationsleiter der bundesdeutschen Mannschaft, bei den Winterspielen 1988 wirkte er als Delegationsleiter Eiskunstlauf.
Ab 1972 war Montag Verbandsarzt des Deutschen Eissport-Verbandes und der Deutschen Eislauf-Union. Als sportmedizinischer Leiter war er bei zahlreichen Eiskunstlauf- und Eishockey-Veranstaltungen für die Betreuung der Athleten zuständig, leitete im Organisationskomitee für die Eiskunstlauf-EM 1973 in Köln den Bereich Sportmedizin, von 1975 bis 1998 war er Chefmediziner des Internationalen Eishockeyverbandes IIHF und somit unter anderem für die sportmedizinische Versorgung bei den Eishockey-Weltmeisterschaftsturnieren verantwortlich. Beim IIHF-Kongress 1978 in Prag setzte er durch, dass Junioren künftig mit vollem Gesichtsschutz spielen müssen. Zusätzlich war er Arzt der deutschen Eishockey-Nationalmannschaft.
Von 1974 bis 1984 war Montag zudem sportmedizinischer Berater beim Eiskunstlaufweltverband ISU und in diesem Amt als leitender Sportmediziner für die Betreuung der Sportler bei Eiskunstlauf-Europa- und Weltmeisterschaften tätig.
Zwischen 1976 und 1980 hatte er das Amt des Vizepräsidenten des Deutschen Sportärztebundes inne.
1980 wurde er zum Vorsitzenden der Deutschen Eislauf-Union gewählt und hatte dieses Amt bis 1996 inne. 1983 saß Montag dem Organisationskomitee der Eiskunstlauf-Europameisterschaft in Dortmund vor und war zudem sportmedizinischer Leiter der Veranstaltung. Ebenfalls 1983 wurde Montag in die Medizinische Kommission des Internationalen Olympischen Komitees (IOC) aufgenommen und vertrat dort die Wintersportverbände. Als Mitglied der Medizinischen Kommission des IOC war er danach bei den Olympischen Spielen von Sarajevo und Los Angeles 1984, Calgary und Seoul 1988 tätig. Bei den Winterspielen 1992 in Albertville war Montag als medizinischer Inspektor des IOC im Einsatz. Er erwirkte unter anderem einen Bau eines eigenen olympischen Dorfes für die Eishockeyspieler in Méribel, um Höhenunterschiede zwischen den Spielstätten und dem olympischen Dorf in Albertville auszugleichen. Auch bei den Sommerspielen 1992 in Barcelona gehörte Montag der Medizinischen Kommission des IOC an, bei den Winterspielen in Lillehammer 1994, Nagano 1998, Salt Lake City 2002 und den Sommerspielen 1996 in Atlanta, 2000 in Sydney war er abermals medizinischer Inspektor des IOC (in Nagano als Leiter des Medizinkommission), darüber hinaus in Nagano der IOC-Koordinationskommission.
1984 gehörte Montag zu den Gründern der Deutsch-Österreichisch-Schweizerischen Gesellschaft für Orthopädisch-Traumatologische Sportmedizin (GOTS).
1988 wurde er zum stellvertretenden Vorsitzenden des Deutschen Eissport-Verbandes gewählt, im selben Jahr wurde er Vizepräsident des Organisationskomitees der Eiskunstlauf-WM 1991 in München.
Von 1988 bis 1988 war er Vorsitzender des Bayerischen Sportärzteverbandes und später dessen Ehrenpräsident. Zwischen 1976 und 1998 saß Montag als sportmedizinischer Vertreter im Sportbeirat des Bayerischen Landtages. Als Dozent lehrte er von 1980 bis 2008 an der Sebastian-Kneipp-Schule Bad Wörishofen Orthopädie, Sportmedizin und Sportphysiotherapie. Von 1956 bis 1990 war Montag Versehrtensportarzt in München und Sportarzt der VSG Weilheim, von 1960 bis 1990 zudem als Bergwachtarzt und Ausbilder Mitglied der Bergwacht-Bereitschaft Weilheim.

### Auszeichnungen und Ehrungen
- 1975: Ehrendiplom des Internationalen Eishockeyverbandes IIHF
- 1975: Goldene Ehrennadel mit Diamanten des Deutschen Eishockey-Bundes
- 1983: Goldene Eiskunstlauf-Medaille des Nationalen Sportverbandes Finnlands
- 1984: Goldene Ehrennadel der Deutschen Eislauf-Union
- 1985: Goldmedaille für Jugend und Sport der Republik Frankreich
- 1987: Ehrenurkunde der Universität von Tokushima und Medaille der Universität von Osaka
- 1987: Ehrendiplom der Orthopädischen Gesellschaft für Sportmedizin Japans
- 1988: Ehrenmitgliedschaft der Orthopädischen Gesellschaft für Sportmedizin Japans
- 1996: Bundesverdienstkreuz erster Klasse für seine Verdienste in Sport und Sportmedizin
- 1998: Olympischer Orden für Verdienste um die Olympische Idee und die Sportmedizin
- 1998: Erster Preisträger des Paul-Loicq-Preises
- 1998: Goldene Ehrennadel des Deutschen Sportärztebundes für die Verdienste um die deutsche Sportmedizin
- 2000: Bayerischer Verdienstorden für außerordentliche Verdienste in der Medizin, der Sportmedizin und im Sport
- 2008: Aufnahme in die „Hall of Fame“ des Deutschen Eishockey-Bundes
- 2016: Ehrenmitgliedschaft der Gesellschaft für Orthopädisch-Traumatologische Sportmedizin
- Ehrendiplom des Bayerischen Versehrten Sportverbandes
- Silbernes Ehrenzeichen der Bayerischen Bergwacht